# Frente Nacional de la Juventud
Frente Nacional de la Juventud va ser un partit de l'extrema dreta espanyola, escissió de Fuerza Joven (joventuts de Fuerza Nueva) a Barcelona el 1978, dirigit per Ramón Graells Bofill i que va aconseguir estendre la militància a Navarra, Aragó i Astúries. El 1979 el sector majoritari, liderat per Ernesto Milà va decidir integrar-se en el Frente de la Juventud.
En aquest grupuscle també va militar el president de Somatemps Josep Alsina i Clavés.